# Skattkärr
Skattkärr is een plaats in de gemeente Karlstad in het landschap Värmland en de provincie Värmlands län in Zweden. De plaats heeft 2105 inwoners (2005) en een oppervlakte van 211 hectare. De plaats ligt aan een inham van het Vänermeer. Voor de rest bestaat de directe omgeving van de plaats uit bos en landbouwgrond. Door de plaats loopt de Europese weg 18 en de stad Karlstad ligt ongeveer vijf kilometer ten westen van het dorp.